# Pas douce
Pour plus de détails, voir Fiche technique et Distribution.
Pas douce est un film franco-suisse réalisé par Jeanne Waltz, sorti en 2007.

## Synopsis
Frédérique, infirmière à l'hôpital d'une petite ville suisse, est une jeune femme en colère. Aliénée de son père et abandonnée par son amant douanier, elle est en colère contre les hommes. En décidant d'en finir avec la vie, elle va dans les bois avec sa carabine. Avant le non-retour, elle entend deux garçons qui se chamaillent et l'un tire sur l'autre avec un lance-pierre, lui blessant un œil. Impulsivement, Frédérique tire sur l'agresseur.
Il ne meurt pas et est emmené à l'hôpital, une jambe gravement endommagée. Elle l'évite et refuse d'abord de le soigner mais devient son infirmière de nuit. Le garçon est hostile, méprisant sa mère divorcée, et se comporte mal. Peu à peu, Frédérique discerne l'âme blessée qui se cache sous l'agressé et commence à gagner sa confiance. Dans le même temps, en prenant soin de lui, elle se retrouve et devient plus douce.
Pendant qu'elle le conduit à la salle d'opération, elle lui révèle involontairement qu'elle se trouvait dans les bois au moment où il a été abattu. Il se rend compte qu'elle doit être la tireuse, et est très en colère. Peu à peu, il lui pardonne, mais elle s'en va au commissariat. Elle a dépassé sa haine de la vie.

## Fiche technique
- Titre français : Pas douce
- Réalisation : Jeanne Waltz
- Scénario : Jeanne Waltz
- Musique : Cyril Ximenes
- Production : Didier Haudepin et Pierre-Alain Meier
- Pays d'origine :  France -  Suisse
- Genre : drame
- Date de sortie : 2007

## Distribution
- Isild Le Besco : Fred
- Lio : Eugenia
- Steven de Almeida : Marco
- Yves Verhoeven : Miguel, le père de Marco
- Michel Raskine : Le commissaire
- Jocelyne Desverchère : Rita
- Maxime Kathari : Jérémy
- Sylvie Huguel : L'infirmière rousse
- Philippe Vuilleumier : Le père de Fred
- Christian Sinniger : L'ami du père
- Bernard Nissille : Le Blessé ivre
- Rémy Roubakha : Monsieur Vaucher
- Catherine Epars : L'infirmière-chef
- Philippe Rebbot : Le 2e voisin de lit
- Didier Haudepin : Client Chez Rita
- Antoinette Moya : (voix)
- Christophe Sermet : André